# Suicide & Redemption
«Suicide & Redemption» es la novena canción del álbum de estudio Death Magnetic de la banda estadounidense de thrash metal Metallica. Esta canción es la única instrumental del álbum, costumbre que el grupo retoma casi 20 años después tras la canción «To Live Is to Die» composición a modo de homenaje póstumo que la banda brindó a su anterior bajista Cliff Burton, fallecido en un accidente de tráfico de la banda en 1986 y que podemos encontrar en el álbum ...And Justice for All de 1988.
En verano de 2008 el actual bajista de la banda, Robert Trujillo, habla con Hall of Metal sobre el proceso de creación de «Suicide & Redemption». En la misma, responde a la pregunta de por qué no tiene más protagonismo en este tema instrumental:

«James Hetfield fue quien escribió gran parte de las guitarras del tema y es quien toca los solos ahí. Ese tema es como un hijo para él y tampoco quería meterle más cosas en la canción. No me hubiera sentido bien si le hubiera preguntado si podía meter una sección instrumental propia en ella. Sería como meterme en su territorio y yo no quería entrometerme.»

La instrumental lleva a un protagonismo excepcional a la guitarra de James, destacando en especial el solo tocado por el mismo entre los minutos 3:52 y 5:21, que por otra parte y según palabras del baterista Lars fue este el solo que inspiró el título de la canción, dada su particular melodía que va progresando desde la tristeza y el desamparo inicial hacia el valor y fortalecimiento finales. 
En su presentación en vivo el grupo interpreta esta canción con sus instrumentos afinados un semi tono más grave dándole un sonido con más cuerpo y majestuosidad.
En la versión de la canción para el videojuego Guitar Hero: World Tour, los solos guitarra de James y Kirk fueron alargados, cada uno en su respectiva versión, para aumentar la experiencia del jugador. Aun así, y próxima a ser superada, la versión del álbum es la canción oficial del grupo de mayor duración, con 9:58 minutos; récord que hasta el momento mantenía la canción «To Live Is to Die» de 1988, con 9:49 minutos.

## Créditos
- James Hetfield: Guitarra.
- Kirk Hammett: Guitarra.
- Robert Trujillo: Bajo eléctrico.
- Lars Ulrich: Batería.